# Pagyda ochrealis
Pagyda ochrealis là một loài bướm đêm trong họ Crambidae.